# Dubrovycja
Dubrovycja (Ucraino: Дубровиця) è una città  dell'Ucraina (9 343 abitanti) situata nel distretto di Sarny, nell'oblast' di Rivne. Ospita l'amministrazione  della comunità territoriale di Dubrovycja, una delle comunità territoriali dell'Ucraina.
Fino al 18 luglio 2020 Dubrovycja era il centro amministrativo del Distretto di Dubrovycja, abolito come parte della riforma amministrativa dell'Ucraina, che ha ridotto a quattro il numero dei distretti dell'oblast' di Rivne L'area del distretto di Dubrovycja è stata trasferita al distretto di Sarny.